# Jacob Jongbloed

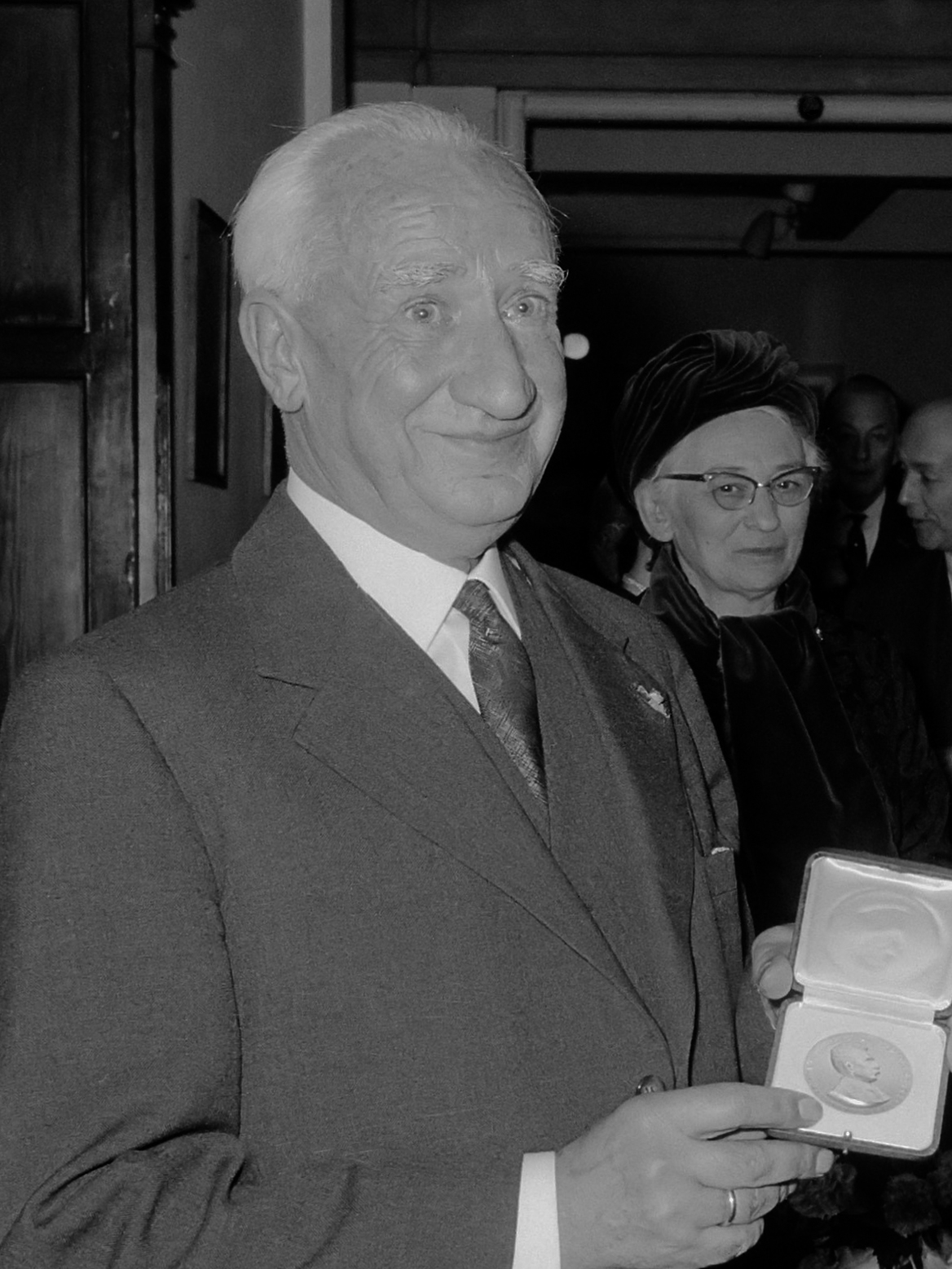
Jacob Jongbloed ontvangt de Generaal Snijderspenning (1965)

Jacob Jongbloed (Joure, 11 maart 1895 - Utrecht, 21 juli 1974), zoon van Pieter Jongbloed en Aaltje Langenberg, was een Nederlandse fysioloog die aanvankelijk geruime tijd werkzaam was als luchtvaartarts. Van 1942 tot 1965 was hij hoogleraar in de fysiologie aan de Universiteit Utrecht. Jongbloed is vooral bekend geworden door het door hem geconstrueerde kunstmatige hart en de uitvinding van de hart-longmachine.
Direct na de oorlog begon hij te experimenteren met zijn kunstmatige hart, waarbij hij proeven nam met honden. Een kunsthart maakt het mogelijk ingrijpende operaties aan de inwendige structuur van het hart, zoals de hartkleppen, uit te voeren. In 1956 werd in Utrecht de eerste succesvolle operatie op een mens uitgevoerd, waarbij van de door hem ontworpen hart-longmachine gebruik werd gemaakt.

## Trivia
Hij was een broer van verzetsstrijder Hermanus Jongbloed.